# Bismarck (Missouri)
Bismarck è un comune degli Stati Uniti d'America, situato nello Stato del Missouri, nella contea di St. Francois.